# Zoltán Varga (piłkarz)
Zoltan Varga (ur. 1 stycznia 1945 w Vál, zm. 9 kwietnia 2010 w Budapeszcie) – węgierski piłkarz, grający w latach 60. i 70. Złoty medalista olimpijski z 1964 w Tokio.

## Kariera
Grał w Ferencvárosi TC, gdzie wygrał Puchar Miast Targowych w 1965 roku. Następnie grał w Niemczech w Hercie Berlin, skąd odszedł do szkockiego Aberdeen F.C. Ze Szkocji wyjechał do Holandii, gdzie w barwach Ajaksu Amsterdam miał zastąpić Johanna Cruyffa. Po roku gry w holenderskim zespole powrócił do Bundesligi, do Borussii Dortmund. Grał ponadto w FC Augsburg.
W 1964 roku wystąpił podczas Euro 64, na których Węgrzy zajęli 3. miejsce. W tym samym roku zdobył złoty medal na igrzyskach olimpijskich w Tokio. Był w składzie reprezentacji W Węgier na mistrzostwa świata w 1966 w Anglii, ale nie zagrał żadnego meczu z powodu kontuzji. Został powołany do drużyny na igrzyska olimpijskie w 1968 w Meksyku, ale przed rozegraniem pierwszego meczu opuścił obóz i nie powrócił na Węgry.